# 宋明理学
宋明理学（そうみんりがく）は、中国の宋代から明代にかけて流行した思想を指す言葉で、朱子学と陽明学のこと。宋以後の思想史の中で最も重要な位置を占める。宋代・明代の儒学を代表するテーマが「理」であることからその名がつき、単に「理学」とも呼ばれる。
その新しい思想傾向を強調して「新儒教」とも称され、英語では Neo-Confucianism と訳される（現代の新儒家（現代新儒学）とは別物である）。また、宋明理学のうち、北宋・南宋の学術は特に宋学と呼ばれる。 

## 概要
その起源は中唐の韓愈や柳宗元らに求められる。それまでの経典解釈学的な儒学（漢唐訓詁学）は批判され、人間の道徳性や天と人を貫くことわり（理）を追求することこそ学問であるとされた。このことは文学史上の古文復興運動と連動しており、文章は修辞などによる華麗さを追求するものではなく、道を表現するための道具であるとされた。
宋代にはさまざまな流派が興ったが、やがて程顥・程頤（二程子）を祖とする道学が主流となった。天理人欲、理一分殊、性即理などを述べた。
道学の流れを汲み、他の流派の言説をも取り入れつつ、後世に大きな影響力のある学問体系を構築したのは南宋の朱熹である。朱熹の学派は道学の主流となり、このため程朱学派の名がある。朱熹は存在論として理と気を述べ、理気二元論を主張している。彼らの学問は性即理を主張したので性理学と呼ばれる。
一方、朱熹と同時代の陸九淵や明代中葉の王守仁（王陽明）のグループは心即理を主張したので、心学と呼ばれる。心学は明代中期に隆盛した。
理気論は宋代は理気二元論、明代は気一元論へと変化していった。

## 主要学派

### 朱熹以前
- 宋初三先生（理学三先生） - 胡瑗・孫復（中国語版）・石介（中国語版）
- 荊公新学 - 王安石
- 洛学（道学） - 程顥・程頤
- 蜀学 - 蘇軾・蘇轍
- 関学 - 張載

### 朱熹以後
- 朱子学（閩学・程朱学・程朱学派・性理学・性理学派・理学派） - 朱熹
- 心学（陸王心学・陸王学派・心学派）
  - 象山学派 - 陸九淵
  - 陽明学派 - 王守仁
    - 泰州学派 - 王艮
- 事功の学（功利の学・事功学派・功利学派）
  - 永嘉学派 - 葉適
  - 永康学派 - 陳亮
- 金華学派（婺学・呂学） - 呂祖謙
- 気の哲学
  - 王廷相（中国語版）
  - 王夫之